# Andlausches Haus

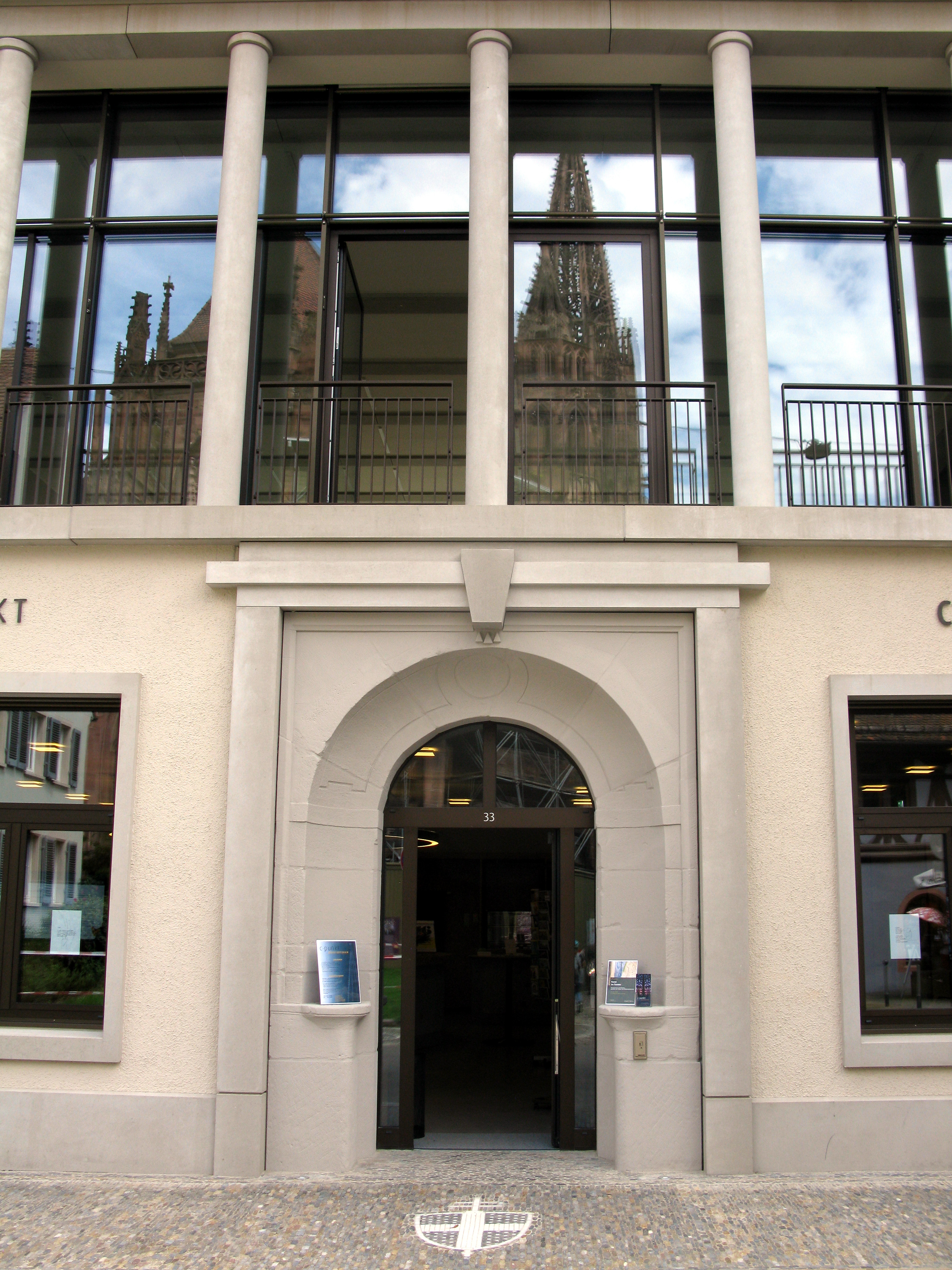
Eröffneter Neubau des Andlauschen Hauses mit Münsterspiegelung

Das Andlausche Haus (auch Palais Andlaw) war ein Bauwerk in der Herrenstraße von Freiburg im Breisgau, das während des Zweiten Weltkriegs beim Luftangriff vom 27. November 1944 zerstört wurde. In den Jahren 2018 bis 2020 wurde es in Anlehnung an das frühere Gebäude jedoch in neuem Stil unter Verwendung weniger alter Teile wieder aufgebaut.

## Geschichte
Bis zum Jahre 1775 bzw. 1787 hatte ein Freiherr von Pfirt das Haus Herrenstraße 31 (Zum Baldrecht) in seinen Besitz gebracht, ebenso die fünf Häuser Zur vorderen Wolfsgrube, Zur hinteren Wolfsgrube, Zur Wilersburg, Zum Ölberg und Zum Cipressenbaum. Nach Plänen von Baumeister Johannes Wirth wurde auf oder aus den fünf Häusern im Jahre 1787 ein Wohngebäude für einen Freiherrn von Pfirt errichtet.
Ab 11. Dezember 1813 nutzte der österreichische Feldmarschall Karl zu Schwarzenberg das Gebäude während der Vorbereitung zum Frankreichfeldzug der Allianz gegen Napoleon als Quartier. Zu seinem Hauptquartier gehörten die Militärbevollmächtigten der Verbündeten, wie etwa der württembergische Generalmajor und Generalquartiermeister Karl August Neusser.
Nachdem Freiherr Johann Nepomuk von Pfirt am 24. September 1818 kinderlos in Freiburg verstorben war, gelangte das Gebäude, das inzwischen die Nummer 375 trug, bis zum Jahr 1820 an Graf Hubert von Andlaw-Homburg (1774–1856), den Sohn der Schwester Johann Nepomuks Maria Karoline Salome Walburga von Pfirt (1743–1808).

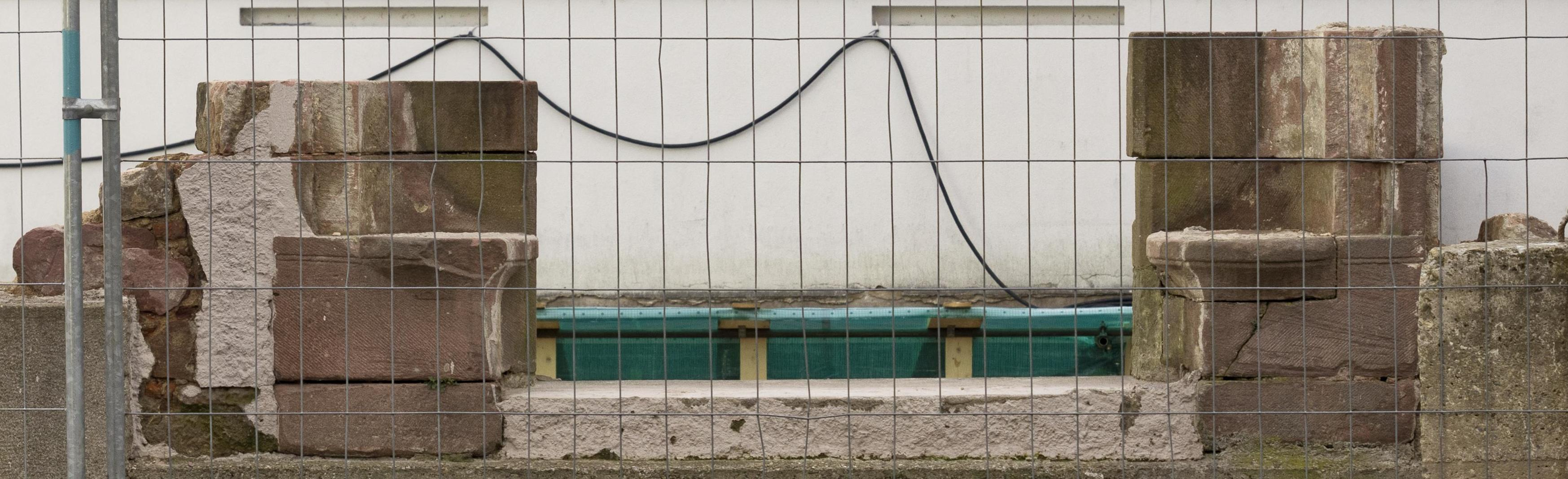
Eingangsteile, die wiederverwendet wurden s. o.

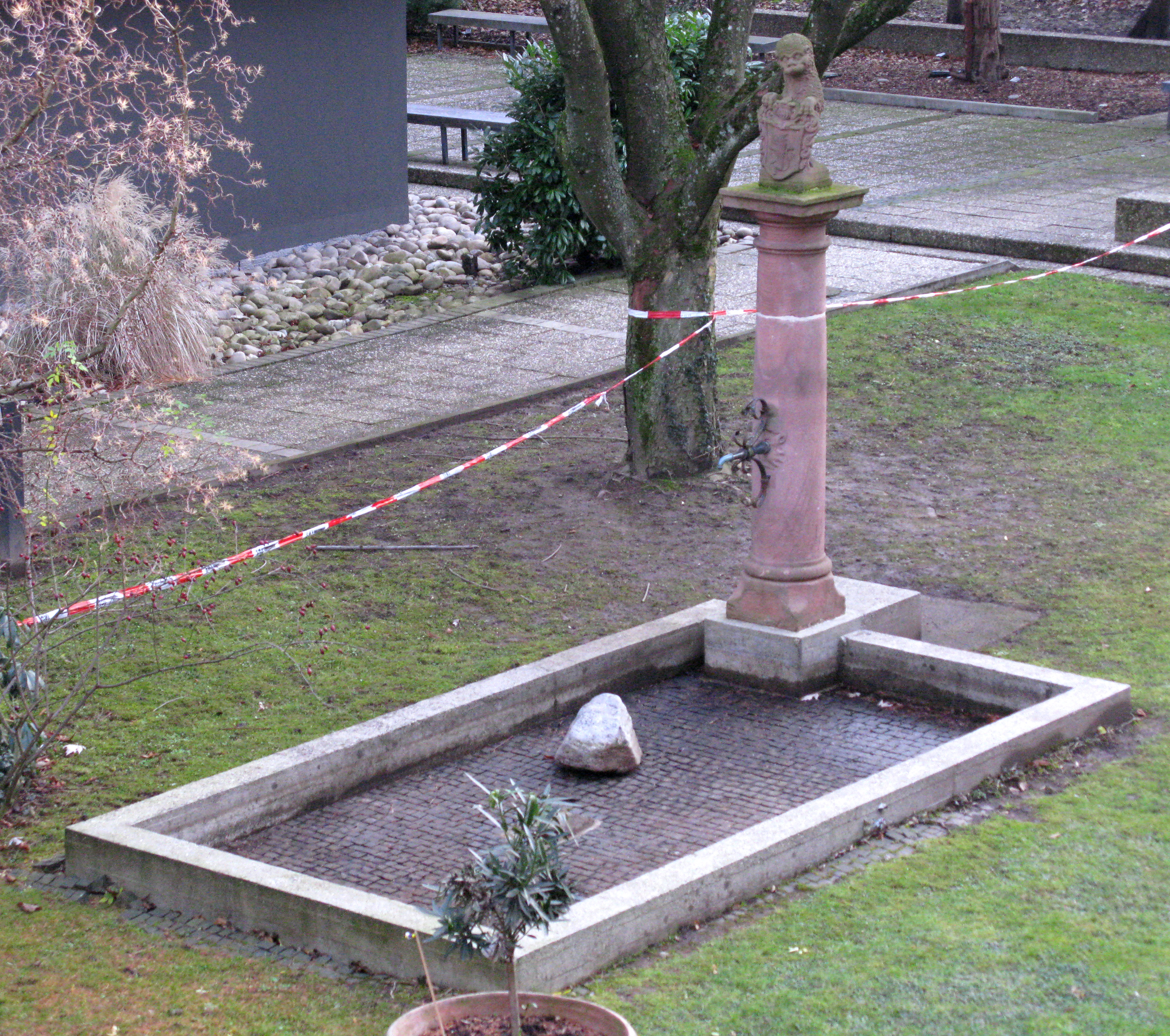
Brunnensäule vom Andlauschen Haus am heutigen Standort in Herdern

Im Jahr 1925 erwarb der Seminarfond des 1821 entstandenen Erzbistums Freiburg das Haus für 125.000 Mark und ist seitdem Eigentümer des Grundstücks. Beim alliierten Bombenangriff vom 27. November 1944 auf Freiburg wurde das Andlausche Haus vollständig zerstört. Der Schutt fiel in den zweigeschossigen Keller. Noch in den 1960er-Jahren stand die Ruine, bis die noch vorhandenen Architekturfragmente in die Grube gelegt und mit Kies bedeckt wurden. Später asphaltierte man das Gelände – eines der letzten Trümmergrundstücke der Freiburger Innenstadt – und nutzte es als Parkplatz für die Besucher des angrenzenden Priesterseminars Collegium Borromaeum sowie für die Bediensteten des Erzbischöflichen Ordinariates. Die Reste der Kellerfensterumrandungen und einer Türschwelle wurden hierbei in eine Begrenzungsmauer integriert.
Lediglich eine Brunnensäule aus rotem Sandstein, die das Wappen der Freiherren von Pfirt sowie die Jahreszahl 1755 trägt, überstand den Bombenangriff unversehrt. Sie befindet sich heute im Hof der Fachschule für Sozialpädagogik der Erzdiözese an der Händelstraße in Herdern. Die Wasserröhre der barocken Säule wird von geschmiedeten Stützen gehalten. Anstelle des niedrigen Wasserbeckens, in das ihr Wasser heute fließt, gehörte ursprünglich ein Brunnentrog dazu.

## Wiederaufbau
Am 17. April 2013 stellten Vertreter des Bauamtes der Erzdiözese sowie der Stadt Freiburg ihre Pläne zum Wiederaufbau des Hauses vor. In einer ungefähr zweijährigen Bauzeit sollten das Baufeld erkundet und die archäologischen Befunde im Boden gesichert werden, bevor das Haus mit Räumen für Begegnungen im Erdgeschoss und zusätzlichem Wohnraum in den darüberliegenden Stockwerken zur Verfügung stehen würde. Die Kosten wurden auf rund vier Millionen Euro geschätzt.
Ende September 2013 begann die Erkundung des Baufeldes mit dem Aufreißen der Asphaltdecke, um an die darunterliegenden Teile zu gelangen. Es gab Hoffnungen, die Fundamente sowie die kiesbedeckten Teile des Bauwerkes wiederverwenden zu können. Es wurden jedoch nur wenige Fragmente aus dem originalen Haus gefunden, darunter ein Teil des zerbrochenen Sandsteinportals. Nachdem sich der Kirchensteuer-Ausschuss der Erzdiözese gegen das Bauprojekt ausgesprochen hatte, erklärte das Ordinariat Ende November 2013, vorerst auf den Wiederaufbau zu verzichten. Vertreter der Erzdiözese vermuteten dahinter die Befürchtungen des Ausschusses, eine ähnliche Diskussion zu entfachen, wie es sie 2013 um den Limburger Bischof Franz-Peter Tebartz-van Elst und das Diözesane Zentrum Sankt Nikolaus gegeben hatte. Aus den geplanten 3,8 Millionen Euro für den Wiederaufbau war bereits ein Kostendeckel von 4,9 Millionen Euro geworden. Im Dezember 2015 gab die Diözese bekannt, es werde nun doch gebaut. Die Planungen gingen weiter. Für den Neubau waren 6,5 Millionen Euro aus Kirchensteuern veranschlagt. Dann wurde der Entwurf dem Freiburger Gestaltungsbeirat vorgestellt. Im Dezember 2017 wurden die Wände der Baugrube gesichert und im Januar 2018 begannen die Aushubarbeiten. Ende 2019 sollte der Bau fertig sein. Am 18. Mai 2020 eröffnete hier der c-punkt Münsterforum, der bisher gegenüber neben dem Münsterladen in der Alten Münsterbauhütte war, als ökumenische Begegnungsstätte. Ein integratives Café ist angeschlossen und wurde aufgrund der Covid-19-Pandemie erst im September 2021 eröffnet.

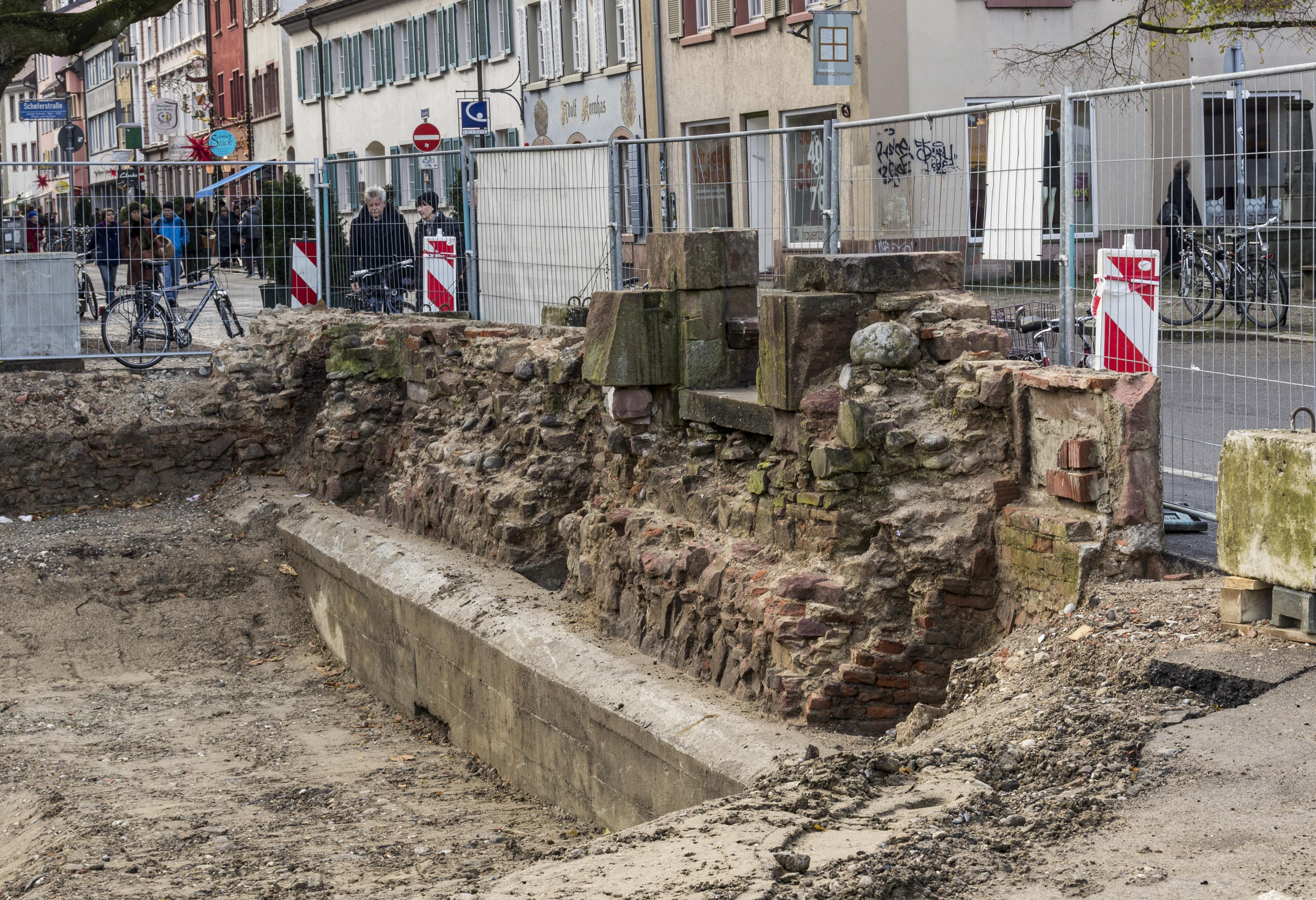
Eingangsportal
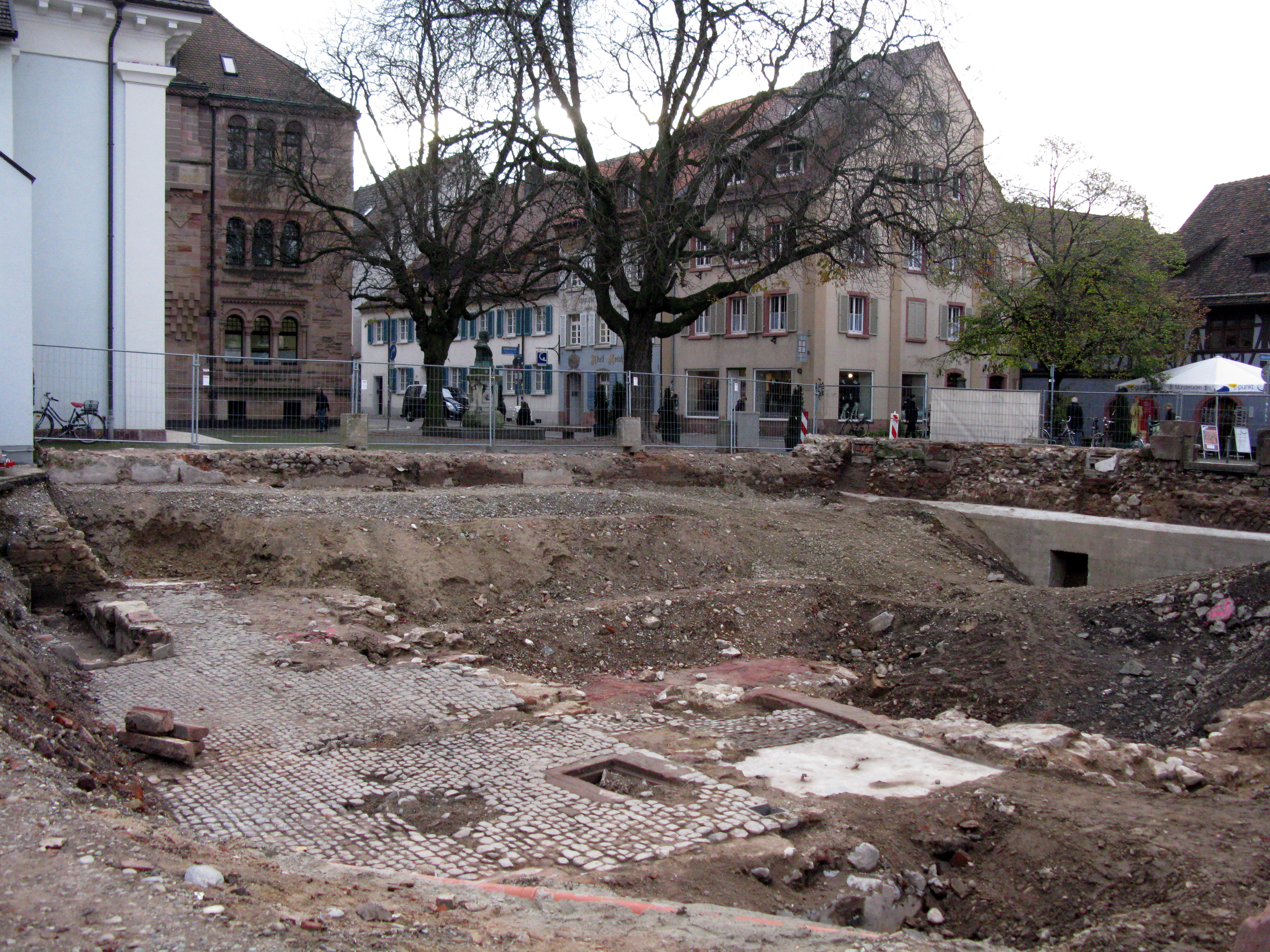
Kellerteile